# Valle (departement)
Departamento de Valle är ett departement i Honduras. Det ligger i den sydvästra delen av landet, 70 km sydväst om huvudstaden Tegucigalpa. Antalet invånare är 160 346. Arean är 1 665 kvadratkilometer.
Terrängen i Departamento de Valle är varierad.
Departamento de Valle delas in i kommunerna:

1. Alianza
2. Amapala
3. Aramecina
4. Caridad
5. Goascorán
6. Langue
7. Nacaome
8. San Francisco de Coray
9. San Lorenzo

Följande samhällen finns i Departamento de Valle:

- San Lorenzo
- Nacaome
- La Alianza
- Langue
- Caridad
- Agua Fría
- Amapala
- El Tular
- Jícaro Galán
- Goascorán
- San Francisco de Coray
- El Cubolero
- Aramecina
- La Criba
- El Guayabo